# Iota Andromedae
ι Andromedae (Iota Andromedae, kurz ι And) ist mit einer scheinbaren Helligkeit von 4,29m ein dem bloßen Auge relativ lichtschwach erscheinender, blauweiß schimmernder Stern im Sternbild Andromeda. Er besitzt keinen stellaren Begleiter und ist somit ein Einzelstern. Nach Messungen der Raumsonde Gaia beträgt seine Entfernung von der Erde etwa 507 Lichtjahre.
Bei ι And handelt es sich um einen Hauptreihenstern der Spektralklasse B8 V. Allerdings kommen manche Studien zu dem Ergebnis, dass er bereits ein Unterriese des Spektraltyps B8 IV ist. Der Stern besitzt circa 3,98 Sonnenmassen, nach anderen wissenschaftlichen Untersuchungen aber nur etwa 3,1 Sonnenmassen. Seine Leuchtkraft beträgt ungefähr 638 Sonnenleuchtkräfte und die effektive Temperatur seiner Photosphäre 12620 Kelvin. Er dreht sich mit einer projizierten Rotationsgeschwindigkeit von etwa 70 km/s um seine eigene Achse. ι And hat eine relativ geringe Metallizität, obwohl die Helium-Häufigkeit in etwa jener der Sonne entspricht. Wegen letzterer Eigenschaft gehört er nicht zu den pekuliären Sternen. Er ist möglicherweise von einer Trümmerscheibe umgeben, da er bei einer Wellenlänge von 18 μm einen Infrarotexzess aufweist.